# 即使如此依舊步步進逼
是由日本漫畫家山本崇一朗所創作的少年漫畫作品，於《週刊少年Magazine》2019年14號開始連載，至2023年50號連載結束。該作最初為作者在Twitter不定期連載的漫畫作品《下將棋的他》（将棋のやつ），每集僅四頁，故事主要講述就讀同所高中的田中步和八乙女漆在将棋社的戀愛喜劇。2019年2月26日，於《週刊少年Magazine》宣布連載並發表了正式的作品名。該作亦由女流棋士北尾圓與貓窗公司（株式会社ねこまど）監製。改編電視動畫於2022年7月7日首播。

## 登場人物
聲優如無特殊說明均為動畫版的日語聲優。
田中步（聲：安元洋貴【2019年廣告】／細谷佳正【2021年廣告】／阿座上洋平【電視動畫】）
本作男主角。高中1年級生，将棋社社員，喜歡擔任社長的學姐八乙女漆，常說一些跟告白沒兩樣的話，讓學姐臉紅害羞。曾發誓在沒有贏過學姐前不會對她表白心意。總是擺著扑克脸，堅決不承認自己喜歡學姐這件事。由於每次下棋都輸給學姐，使兩人的關係一直沒有進展。中學時期參加的是劍道社，實力高強，習慣採取以防守為主的戰術，人稱「不動的田中」。下將棋時也喜歡使用防守戰術，但總被學姐預判而戰敗。
八乙女漆（聲：井口裕香【2019年廣告】／小原好美【2021年廣告】／中村環奈【電視動畫】）
本作女主角。高中2年級生，長髮及胸呈淡紫色，編成兩條辮子垂於胸前，瀏海中分但留著一束頭髮懸於雙眼之間。自稱将棋社社長，後來因某些原因變成部長，但將棋社卻因缺少社員而沒被認定為正式社團。想讓步承認喜歡自己，但總是遭到步的言語反擊，反而使自己害羞臉紅，後來才發現原來自己喜歡步。
角龍猛／角龍健（聲：鄉田翼）
步的童年玩伴，劍道上的競爭對手，喜歡御影櫻子，與櫻子一同擔任圖書委員。在步的招募與櫻子的催眠術下成為將棋社的幽靈部員。
御影櫻子（聲：羊宮妃那）
步的童年玩伴。擅長催眠術，擔任圖書委員，認為自己不擅長談戀愛，之後發現自己喜歡角龍猛。
麻希／真紀（聲：花澤香菜）
八乙女漆的好友。知道步和漆的關係，經常把下巴搭在漆的肩膀上以此捉弄漆，也會製造漆與步的相處機會。
香川凛（聲：三川華月）
步的中學學妹。耳朵靈敏，行為有禮，中學時與步同是劍道社社員。曾喜歡步。升上高中後在劍道對決輸給了步，而答應步加入將棋社。是個吃貨，曾把幾人份的大阪燒吃完。
店長（聲：寺杣昌紀）
什錦燒屋的店長，與八乙女漆的祖父曾是好友。是個長相凶狠內心溫柔的人。
雛乃／陽乃（聲：工藤夕希）
漆的同學朋友。
未玖／美久（聲：鈴木繪理）
漆的同學朋友。
漆的父親（聲：立木文彦）
小說家。在漆出生之前目標是成為將棋專業選手，但最終失敗而放棄。
漆的母親（聲：大原沙耶香）

## 出版書籍
| 卷數 | 講談社         | 講談社                 | 東立出版社    | 東立出版社             |
| 卷數 | 發售日期       | ISBN                   | 發售日期      | ISBN                   |
| ---- | -------------- | ---------------------- | ------------- | ---------------------- |
| 1    | 2019年7月4日   | ISBN 978-4-06-516105-0 | 2021年3月5日  | ISBN 978-957-26-4922-0 |
| 2    | 2019年10月17日 | ISBN 978-4-06-517207-0 | 2022年3月14日 | ISBN 978-957-26-4923-7 |
| 3    | 2020年2月17日  | ISBN 978-4-06-518457-8 | 2022年4月21日 | ISBN 978-957-26-7701-8 |
| 4    | 2020年6月17日  | ISBN 978-4-06-519298-6 | 2022年7月29日 | ISBN 978-957-26-8455-9 |
| 5    | 2020年10月16日 | ISBN 978-4-06-521014-7 | 2022年11月3日 | ISBN 978-957-26-9450-3 |
| 6    | 2021年1月15日  | ISBN 978-4-06-521961-4 | 2023年1月5日  | ISBN 978-957-26-9451-0 |
| 7    | 2021年4月16日  | ISBN 978-4-06-522888-3 | 2023年3月9日  | ISBN 978-957-26-9452-7 |
| 8    | 2021年7月16日  | ISBN 978-4-06-524013-7 | 2024年2月16日 | ISBN 978-626-360-025-6 |
| 9    | 2021年10月15日 | ISBN 978-4-06-525144-7 | 2024年3月8日  | ISBN 978-626-360-969-3 |
| 10   | 2022年1月17日  | ISBN 978-4-06-526608-3 |               |                        |
| 11   | 2022年4月15日  | ISBN 978-4-06-527538-2 |               |                        |
| 12   | 2022年7月15日  | ISBN 978-4-06-528499-5 |               |                        |
| 13   | 2022年11月17日 | ISBN 978-4-06-529709-4 |               |                        |
| 14   | 2023年3月16日  | ISBN 978-4-06-530971-1 |               |                        |
| 15   | 2023年7月14日  | ISBN 978-4-06-532191-1 |               |                        |
| 16   | 2023年10月17日 | ISBN 978-4-06-533248-1 |               |                        |
| 17   | 2023年12月15日 | ISBN 978-4-06-533936-7 |               |                        |

## 評價
本作在2020年下一部漫畫大獎中獲得第3名。

## 電視動畫
2021年1月7日宣布該作將於2022年電視動畫化，2021年7月宣布預計於2022年7月放送，於2022年7月8日首播。

### 製作人員
- 原作：山本崇一朗[39]
- 導演：湊未來[39]
- 系列構成：赤尾でこ[39]
- 人物設計：平田和也[39]
- 動畫製作：SILVER LINK.[39]

### 主題曲
片頭曲
作詞：宮川彈，作曲、編曲：KOH，主唱：花澤香菜
片尾曲
主唱：八乙女漆（CV：中村環奈）

### 各話列表
| 話數   | 日文標題 | 中文標題               | 劇本   | 分鏡     | 演出                                            | 作畫監督                                                                                             | 總作畫監督         | 首播日期 （2022年） |
| ------ | -------- | ---------------------- | ------ | -------- | ----------------------------------------------- | --- | ------------------ | ------------------- |
| 第1話  |          | 因為學姐（前輩）很可愛 | 赤尾凸 | 湊未來   | 湊未來                                          | 今田茜、壽夢龍、高橋瑞紀                                                                             | 平田和也           | 7月8日              |
| 第2話  |          | 因為想讓你開心         | 赤尾凸 | 湊未來   | 伊部勇志                                        | 久松沙紀、前島弘史、直木祥子、 古谷梨繪、山本恭平、安藤香春                                          | 平田和也           | 7月15日             |
| 第3話  |          | 因為我想第一次約會     | 赤尾凸 | 芝久保   | 廣田陽香                                        | 井本由紀、壽夢龍、山下詩織、 田中彩、直木祥子、松田萌、 津吹賢、日影工房                             | 平田和也           | 7月22日             |
| 第4話  |          | 因為想和你一起生活     |        | 湊未來   | 西本光咲                                        | 安藤香春、石田誠也、大槻南雄、 古谷梨繪、小牧容子、鈴木FALCO、 久松沙紀、武志鵬、山本恭平            | 平田和也           | 7月29日             |
| 第5話  |          | 因為我想更加了解你     | 赤尾凸 | 二瓶勇一 | 細田雅弘                                        | 高橋瑞紀、田村正文、今田茜、 井本由紀、壽夢龍                                                        | 平田和也           | 8月5日              |
| 第6話  |          | 因為我想收到學姐送的   |        | 澤井幸次 | 大內大和                                        | 櫻井拓郎、永田正美、服部益實、 洪範錫、松下純子、Big Owl                                             | 平田和也           | 8月12日             |
| 第7話  |          | 因為我不能退出         | 赤尾凸 | 芝久保   | 廣田陽香                                        | 安藤香春、久松沙紀、壽夢龍、 井本由紀、澤入祐樹、都竹隆治、 西田美彌子、直木祥子、古谷梨繪           | 平田和也           | 8月19日             |
| 第8話  |          | 因為這是不能妥協的使命 |        | 金澤洪充 | 關根侑佑                                        | 原口涉、大槻南雄、直木祥子、 井本由紀、三船智帆、上田彩朔、北島勇樹                                  | 平田和也、山吉一幸 | 8月26日             |
| 第9話  |          | 因為我想留下回憶       | 赤尾凸 | 芝久保   | 細田雅弘                                        | 原口涉、前原薰、櫻井拓郎、 井本由紀、大槻南雄、古谷梨繪、 壽夢龍、渡部桂太、直木祥子、武志鵬、今田茜 | 平田和也、山吉一幸 | 9月2日              |
| 第10話 |          | 因為是不能退讓的較量   |        | 澤井幸次 | 大內大和                                        | 川口弘明、小牧容子、鈴木FALCO、 直木祥子、長田雄樹、服部憲知、 原口涉、久松沙紀、本田創一、山村俊了  | 平田和也           | 9月9日              |
| 第11話 |          | 因為想要變得更強       | 湊未來 | 伊部勇志 | 高橋瑞紀、井本由紀、古谷梨繪、 安藤香春、壽夢龍 | 9月16日                                                                                              | 平田和也           |                     |
| 第12話 |          | 因為想取勝後告訴你     | 赤尾凸 | 湊未來   | 湊未來                                          | 步宇、石田誠也、櫻井拓郎、武志鵬                                                                     | 平田和也           | 9月23日             |

### 播放平台
日本深夜動畫：下文記載的日本国内播放時間使用日本標準時間（UTC+9）表示。因為部分時間标识會採用30小时制，因此請留意这类超过24:00的时间，其實際播放時間為翌日清晨。
| 播放日期               | 播放時間（UTC+9）    | 播放電視台 | 播放區域   | 備註              |
| ---------------------- | -------------------- | ---------- | ---------- | ----------------- |
| 2022年7月8日－9月23日  | 星期五 01:28 - 01:58 | TBS電視台  | 關東廣域區 | 製作局 / 字幕放送 |
| 2022年7月9日－9月24日  | 星期六 02:25 - 02:55 | 熊本放送   | 熊本縣     | 字幕放送          |
| 2022年7月10日－9月25日 | 星期日 02:00 - 02:30 | BS-TBS     | 日本全域   | BS放送            |
| 2022年7月17日－10月2日 | 星期日 01:30 - 02:00 | TBS頻道    | 日本全域   | CS放送 / 重複播放 |
| 2022年7月17日－10月2日 | 星期日 02:42 - 03:12 | CBC電視台  | 中京廣域區 | 字幕放送          |

| 播映地區         | 播映平台 | 播映日期              | 播映時間              | 備註   |
| ---------------- | -------- | --------------------- | --------------------- | ------ |
| 香港、澳門、台灣 | bilibili | 2022年7月7日－9月22日 | 星期四 24:35（UTC+8） | [ 43 ] |

## 腳註

### 來源
1. ↑  山本崇一朗 [@udon0531].  (推文). 2018-04-22  [2019-07-05] –Twitter.
2. ↑  山本崇一朗 [@udon0531].  (推文). 2019-02-26  [2019-07-05] –Twitter.
3. ↑  . . 2019-03-06  [2019-03-06]. （原始内容存档于2019-05-09） （日语）.
4. 1 2  .   [2019-08-07]. （原始内容存档于2022-11-14）.
5. 1 2  .   [2021-01-08]. （原始内容存档于2021-02-22）.
6. 1 2  .   [2021-01-15]. （原始内容存档于2022-11-14）.
7. 1 2 3 4  . Comic Natalie. 2022-01-13  [2022-01-13]. （原始内容存档于2022-01-14） （日语）.
8. 1 2  . Comic Natalie. 2022-03-26  [2022-03-26]. （原始内容存档于2022-05-12） （日语）.
9. ↑  . 講談社.   [2019-07-05]. （原始内容存档于2021-01-12） （日语）.
10. ↑  . 東立出版社.   [2021-06-27]. （原始内容存档于2021-06-29） （中文（臺灣））.
11. ↑  . 講談社コミックプラス. 講談社.   [2019-10-17]. （原始内容存档于2021-06-03） （日语）.
12. ↑  . 東立出版社.   [2022-03-14]. （原始内容存档于2022-04-21） （中文（臺灣））.
13. ↑  . 講談社コミックプラス. 講談社.   [2020-06-17]. （原始内容存档于2021-06-04） （日语）.
14. ↑  . 東立出版社.   [2022-04-21]. （原始内容存档于2022-04-21） （中文（臺灣））.
15. ↑  . 講談社コミックプラス. 講談社.   [2020-06-17]. （原始内容存档于2021-06-05） （日语）.
16. ↑  . 東立出版社.   [2022-07-30]. （原始内容存档于2022-08-02） （中文（臺灣））.
17. ↑  . 講談社コミックプラス. 講談社.   [2020-10-16]. （原始内容存档于2021-06-03） （日语）.
18. ↑  . 東立出版社.   [2022-11-03]. （原始内容存档于2023-01-05） （中文（臺灣））.
19. ↑  . 講談社コミックプラス. 講談社.   [2021-01-15]. （原始内容存档于2021-06-05） （日语）.
20. ↑  . 東立出版社.   [2023-01-05]. （原始内容存档于2023-01-05） （中文（臺灣））.
21. ↑  . 講談社コミックプラス. 講談社.   [2021-04-16]. （原始内容存档于2021-06-03） （日语）.
22. ↑  . 東立出版社.   [2023-03-10]. （原始内容存档于2023-05-09） （中文（臺灣））.
23. ↑  . 講談社コミックプラス. 講談社.   [2021-06-27]. （原始内容存档于2021-06-03） （日语）.
24. ↑  . 東立出版社.   [2024-02-16]. （原始内容存档于2024-02-23） （中文（臺灣））.
25. ↑  . 講談社コミックプラス. 講談社.   [2021-10-07]. （原始内容存档于2021-10-21） （日语）.
26. ↑  . 東立出版社.   [2024-03-08]. （原始内容存档于2025-03-18） （中文（臺灣））.
27. ↑  . 講談社コミックプラス. 講談社.   [2021-12-25]. （原始内容存档于2022-01-15） （日语）.
28. ↑  . 講談社コミックプラス. 講談社.   [2022-03-14]. （原始内容存档于2022-05-25） （日语）.
29. ↑  . 講談社コミックプラス. 講談社.   [2022-07-11]. （原始内容存档于2022-07-16） （日语）.
30. ↑  . 講談社コミックプラス. 講談社.   [2022-11-05]. （原始内容存档于2022-10-07） （日语）.
31. ↑  . 講談社コミックプラス. 講談社.   [2023-03-16]. （原始内容存档于2023-01-26） （日语）.
32. ↑  . 講談社コミックプラス. 講談社.   [2023-07-14]. （原始内容存档于2023-05-23） （日语）.
33. ↑  . 講談社コミックプラス. 講談社.   [2023-10-17]. （原始内容存档于2023-08-27） （日语）.
34. ↑  . 講談社コミックプラス. 講談社.   [2023-12-05]. （原始内容存档于2023-11-14） （日语）.
35. ↑  . Natalie. 2020-08-19  [2020-08-20]. （原始内容存档于2021-10-31） （日语）.
36. ↑  . YouTube.   [2021-01-08]. （原始内容存档于2021-02-22） （日语）.
37. ↑  山本崇一朗 [@udon0531].  (推文). 2021-01-08  [2021-01-08] –Twitter.
38. ↑  . アニメ！アニメ！. 2021-07-07  [2021-07-11]. （原始内容存档于2021-07-12） （日语）.
39. 1 2 3 4 5 6  . コミックナタリー. ナターシャ. 2021-07-07  [2021-07-07]. （原始内容存档于2021-07-11）.
40. 1 2  . Comic Natalie. 2022-05-07  [2022-05-07]. （原始内容存档于2022-05-07） （日语）.
41. ↑  . TVアニメ「それでも歩は寄せてくる」公式サイト.   [2022-06-22]. （原始内容存档于2022-09-18）.
42. ↑  . TBSチャンネル. TBSテレビ.   [2022-06-17]. （原始内容存档于2022-09-24）.
43. ↑  . 嗶哩嗶哩番劇出差. 2022-07-06  [2022-07-06]. （原始内容存档于2022-07-14）.

## 外部連結
- 漫畫連載網站（日語）
- 電視動畫官方網站（日語）
- 即使如此依舊步步進逼的X（前Twitter）